# Virus de l'encefalitis equina de l'est
El virus de l'encefalitis equina de l'est (EEEV) és un alphavirus de la família togaviridae, responsable de la malaltia de l'encefalitis equina de l'est, també coneguda com la malaltia de la son, perquè provoca somnolència als animals afectats. Els hostes definitius d'aquest virus són humans i cavalls, tot i que, aus de corral, vaques, ovelles, porcs i gossos també es poden veure afectats per aquest. En humans, la mortalitat varia entre el 30-70% però, específicament en èquids, pot arribar fins a un 90%.
Dintre del gènere Alphavirus, també hi trobem el responsable de la malaltia de l'encefalitis equina de l'oest, així com el que origina la malaltia de l'encefalitis equina veneçolana.
L'EEEV va ser reconegut per primer cop a Massachusetts l'any 1831. Als Estats Units s'han aconseguit evitar les epidèmies periòdiques amb les vacunacions però encara s'observen casos esporàdics.
Hi ha dues variants en les quals s'agrupen les diferents soques del virus: la que es troba a Amèrica Central i del Sud i la d'Amèrica del Nord, més patògena que l'anterior.

## Taxonomia i hostes
Aquest virus pertany al gènere Alphavirus de la família Togaviridae. és un arbovirus (per tant, es transmet per artròpodes), zoonòtic (és a dir, pot passar a l'espècie humana) i amb un genoma format per ARN monocatenari positiu, d'aproximadament 11,4 kb de llarg (que representa un 6,5% del total del pes molecular del virus). Es replica a nivell del citoplasma de la cèl·lula infectada.
El virus de l'encefalitis equina de l'est (EEEV) afecta principalment a aus i mamífers (cavalls i humans). Es transmet mitjançant la picadura de mosquits del gènere Culex, Coquillettidia, Culiseta i Aedes, entre d'altres. Per tant, diem que aquests mosquits són els vectors de la malaltia provocada pel virus. La poden transmetre entre aus i mamífers, ja que poden picar a tots dos.
De tots aquests, Culiseta melanura és un dels vectors més importants als Estats Units.
Aquest virus el podem trobar en aus i en mosquits situats en zones pantanoses.

## Estructura del virus
L'estructura que el caracteritza és de tipus esfèrica, amb un diàmetre d'entre 60-70 nanòmetres, una càpsida icosaèdrica, i un embolcall amb tres glicoproteïnes de superfície (E1, E2, E3).

## Cicle i transmissió del virus

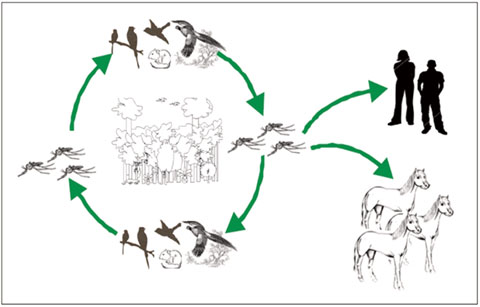
Cicle biològic del virus de l'encefalitis equina de l'est

El virus de l'encefalitis equina de l'est generalment realitza el seu cicle biològic a les poblacions d'aus i es transmet principalment per mosquits. No és capaç de sobreviure fora de l'hoste.
El EEEV generalment es troba en aus i mosquits. Es desconeix com sobreviu a l'hivern, però, hi ha hipòtesis de diversos mecanismes com la seva persistència en rèptils i la transmissió vertical en mosquits. El vector més important en aquest cicle enzoòtic és Culiseta melanura, un mosquit que s'alimenta principalment d'aus. Es pot transmetre a mamífers mitjançant vectors com Coquilletidia perturbans i membres del gènere Aedes, Ochlerotatus i Culex. A més a més, el EEEV es pot trobar a polls i àcars de gallines.
Els hostes que desenvolupen una virèmia suficient com per infectar els mosquits inclouen algunes especies d'aus, équids i rèptils. La transmissió directa d'EEEV només ha sigut observada en les aus. Les aus de caça poden propagar el virus mitjançant l'arrencat de plomes i el canibalisme. Els exemplars més infectats també eliminen l'EEEV en les secrecions i les excrecions.

## Malaltia de l'encefalitis equina de l'est
Aquest virus provoca la malaltia de l'encefalitis equina de l'est. Els signes clínics d'aquesta, que es presenten després d'un període d'incubació de 7 a 11 dies, es podrien resumir de la manera següent:
- Mal de cap
- Irritabilitat

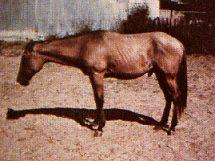
Cavall infectat per EEEV

- Deficiència neurològica focalitzada
- Rigidesa al coll
- Confusió
- Somnolència
- Desorientació
- Dolor a les articulacions
- Tremolors i convulsions
- Paràlisi (menys freqüent)
- Dolor abdominal
- Diarrees

### Proves diagnòstiques
El virus de l'encefalitis equina de l'est és bàsicament diagnosticat per serologia, és a dir, comprovant la presència d'anticossos a la sang, generats per l'aparició de la malaltia.

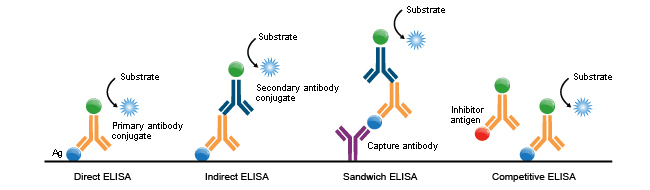
Diferents tipus d'ELISA

Aquesta tècnica de diagnòstic es realitza durant la fase aguda de la infecció, és a dir, quan l'animal infectat té la major concentració d'anticossos en sang (concretament, d'1 a 7 dies després s'hagin presentat els signes clínics). També es pot realitzar durant la fase de convalescència del virus (aproximadament 14 dies després d'haver presentat els signes clínics de la infecció).
Generalment, per fer aquest tipus de diagnòstic s'usa ELISA. També es recorre a la tècnica d'inhibició de l'hemaglutinació.
Alhora, aquesta malaltia també pot ser identificada mitjançant l'aïllament del virus, o per la detecció d'antígens. En el primer dels casos, quan s'aïlla l'agent etiològic de la malaltia, es pot fer a partir de la sang o del LCR (líquid cefalorraquidi).

### Tractament
No hi ha un tractament específic per acabar amb aquesta malaltia. Tot i això, el virus pot ser eliminat (la majoria dels casos) mitjançant una teràpia de sosteniment o, cosa que és el mateix, administrant antiinflamatoris i anticonvulsius a l'animal, així com sotmetent-lo a fluid-teràpia, i tenint-lo en cures intensives. Aquest tractament també inclou electròlits i una aportació nutricional.
Tot i això, cal remarcar que els afectats que s'acaben recuperant d'aquesta malaltia, generalment, tenen seqüeles permanents, més greus o més lleus en funció de l'estat (més o menys avançat) del procés infectiu, de la resposta del sistema immunitari de l'animal, etc.

### Desinfecció
Els alphavirus, degut a la seva coberta externa, són susceptibles a dissolvents orgànics o altres desinfectants com l'hipoclorit de sodi a l'1%, l'etanol al 70%, el glutaraldehid i el formaldehid al 2%. El EEEV no persisteix infectiu en el medi ambient per molt temps perquè és sensible a la dessecació. Per tant, també es poden destruir mitjançant calor humit o sec.

### Factors de risc i prevenció
En el cas d'humans, per reduir la probabilitat de malaltia de l'encefalitis equina de l'est, es recomana:
- Romandre en interiors quan els mosquits estan més actius (a l'alba i al capvespre).
- Tenir finestres i portes de reparació, per evitar que els mosquits entrin a la casa.
- Utilitzar mosquitera a la nit i tenir les habitacions de la casa tractades amb insecticida.
- Quan s'està al carrer: aplicar repel·lents a la pell, utilitzar pantalons llargs i camises de màniga llarga, per reduir el risc de picades de mosquits.[14]

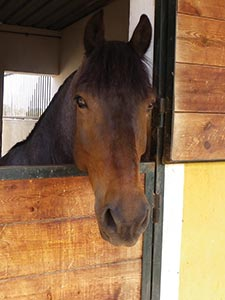
Cavall a un box, com a mesura de prevenció

Pel que fa als cavalls, la prevenció es basa a allotjar-los a estables controlats, especialment durant els horaris d'elevada activitat de mosquits. Repel·lents i ventiladors també poden ser útils. Tant en humans com en cavalls, s'ha de limitar l'exposició a l'aire lliure en els horaris en què els mosquits estan actius (a l'alba i al capvespre), especialment durant els brots. Els programes per la reducció i/o eliminació dels mosquits, com ara la modificació de l'hàbitat i/o l'aplicació de larvicides o adulticides, disminueixen el risc d'infecció. En alguns països es troben disponibles les vacunes per èquids per la EEEV. També es vacunen algunes aus.
Els casos en cavalls poden proporcionar una advertència anticipada de la malaltia en humans. Els programes de vigilància en aus (inclús amb aus sentinella) també són útils en la predicció de brots d'EEEV. Per precaució, s'ha d'evitar l'exposició als líquids corporals al realitzar necròpsies en cavalls, i cal un nivell de bioseguretat 3 de contenció per treballar amb EEEV en el laboratori.

## Control
S'ha de procurar l'establiment d'un programa integral de prevenció i control a nivell nacional que inclogui: 
- Vigilància d'una norma o base legal
- Plans de capacitació per al personal de salut
- Programa de divulgació i educació sanitària
- Atenció oportuna dels focus i el seu control
- Muntatge i manteniment d'un sistema d'informació
- Vigilància epidemiològica.

Donat que els èquids són els principals amplificadors del EEEV, aquests brots es controlen mitjançant restriccions de moviment d'èquids, mesures de reducció de mosquits en l'ambient i la vacunació dels èquids. És important un diagnòstic precís per poder actuar en conseqüència, guanyant temps per controlar l'epidèmia. Els animals infectats es mantindran en quarantena.

### Vacunes
Les vacunes inactivades enfront del virus de l'encefalitis equina de l'est es troben disponibles comercialment, però les que es preparen amb virus atenuats no han resultat satisfactòries. Les que han estat autoritzades per la seva comercialització als EUA es preparen utilitzant les següents combinacions: EEEV i EEOV; EEEV, EEOV i EEVV; EEEV i EEVV. També es combinen amb toxoide del tètanus, virus inactivat de la grip i virus del Nil occidental inactivats. Aquestes vacunes contenen virus propagats en cultiu cel·lular. S'inactiven amb formalina.

## Aspectes zoonòtics
Les encefalitis equines són zoonòtiques: la VEEE (malaltia de l'encefalitis equina de l'est) és esporàdica, però molt greu en l'home, ja que presenta una letalitat del 70%. Normalment provoca un quadre febril, però pocs casos encefalítics, tot i que en aquests la letalitat és del 25-30%. El major risc per a veterinaris es troba a les ferides durant el tractament o necròpsia dels cavalls infectats.
Les infeccions per virus que es transmeten per la picada de vectors tenen un gran potencial de perillositat, atesa la facilitat i rapidesa de difusió a la població, que fa que siguin molt difícils de controlar.

## Distribució geogràfica

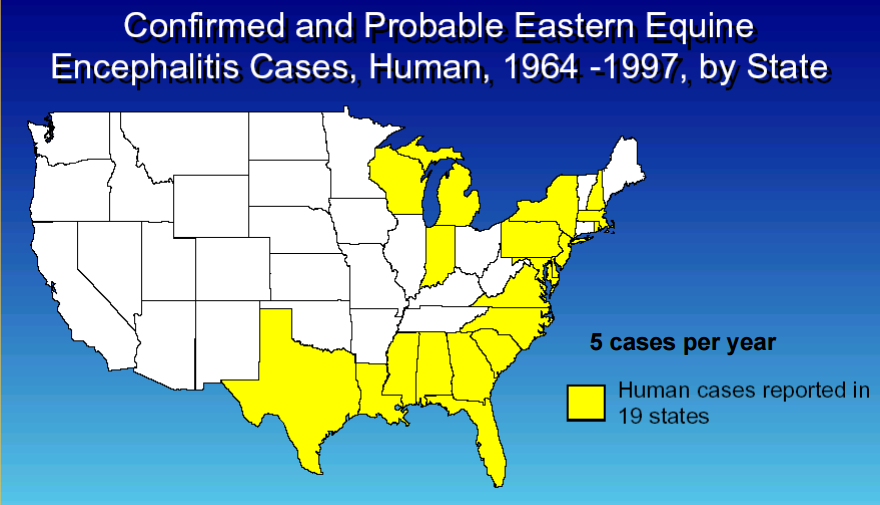
Mapa de la distribució d'EEEV als Estats Units

Els virus de l'encefalitis de l'est es troba en tot el continent americà (nord, centre i sud). La variant nord-americana del EEEV es troba a l'est del Canadà i, dins dels EUA, a tots els estats a l'est del Mississipi, així com a Arkansas, Minnesota, Dakota del Sud i Texas. La variant sud-americana es troba en parts d'Amèrica central i sud, al llarg de la costa del Golf de Mèxic.